# Hino järv
Hino järv är en sjö i sydöstra Estland. Den ligger i Rõuge kommun i landskapet Võrumaa, 250 km sydost om huvudstaden Tallinn. Hino järv ligger 181 meter över havet. Arean är 2,1 kvadratkilometer. I omgivningarna runt Hino järv växer i huvudsak blandskog.
Hino järv avvattnas av Siksälä oja som är ett biflöde till Pededze (estniska: Pedetsi jõgi). Den senare rinner in i Lettland och ingår i Daugavas avrinningsområde. Hino järv har blivit sänkt, ursprungligen var sjön större och omfattade den idag friliggande sjön Mustjärv. Ett antal öar är belägna i sjön. Området är rikt på fågelliv och är skyddat som naturreservat.
Inlandsklimat råder i trakten. Årsmedeltemperaturen i trakten är 3 °C. Den varmaste månaden är juli, då medeltemperaturen är 18 °C, och den kallaste är december, med −11 °C.